# Pont en construction
Pour plus de détails, voir Fiche technique et Distribution.
Pont en construction (Строится мост, Un pont se construit) est un film soviétique réalisé par Oleg Efremov et Gavriil Eguiazarov, sorti en 1965,.

## Synopsis
À Saratov, la construction d'un pont sur la Volga est en cours. Un journaliste de Moscou se rend sur ce chantier. De manière inattendue pour lui-même, il rencontre ici les personnes avec lesquelles le destin l'a fermement lié pendant les années de guerre et qui le croyaient mort. Sa participation à la vie du chantier désormais va au-delà de son rôle de simple chroniqueur. Il va affronter plusieurs obstacles et un incendie qui détruit le navire sur lequel se trouvent les constructeurs.

## Fiche technique
- Titre : Pont en construction
- Réalisation : Oleg Efremov, Gavriil Eguiazarov
- Scénario : Oleg Efremov, Naoum Melnikov
- Photographie : Gavriil Eguiazarov
- Décors : David Vinitski
- Montage :Tamara Zubrova
- Son : Veniamin Kirschenbaum
- Production : Mosfilm
- Pays : URSS
- Durée : 107 minutes
- Sortie : 23 mai 1966

## Distribution
- Oleg Efremov : correspondant de Moscou
- Vladimir Zamanski : Alexandre Perov
- Valentin Nikouline : Katchanov, conducteur de locomotive
- Mikhaïl Kozakov : Mamedov
- Lioudmila Gourtchenko : Jenia
- Evgueni Evstigneïev : Sinayski
- Victor Pavlov : Sergueï
- Oleg Tabakov : Zaïtsev
- Alla Pokrovskaïa : Olga Perova
- Oleg Dahl : Julien
- Galina Voltchek : Rimma Sinaïskaïa
- Igor Kvacha : Igor Saveliev
- Vladlen Paulus : capitaine de navire
- Lioudmila Ivanova : contremaître
- Vladimir Zemlianikine : Аркадий
- Tatiana Lavrova : Sonia Sapojkova
- Galina Sokolova : Vera Sapojkova
- Viktor Sergatchev : Kouzmine
- Lioudmila Krylova : Nadia
- Nina Dorochina : Sacha Malachkina
- Igor Vassiliev : Sacha Malachkine
- Piotr Chtcherbakov : Petoukhov
- Lilia Tolmatcheva : Valentina Perova